# Vicente Calderón Oreiro
Vicente Pablo Calderón Oreiro, III conde de San Juan, (Santiago de Compostela, 1821 - Oín,Rois, 19 de septiembre de 1888) fue un político español.

## Trayectoria

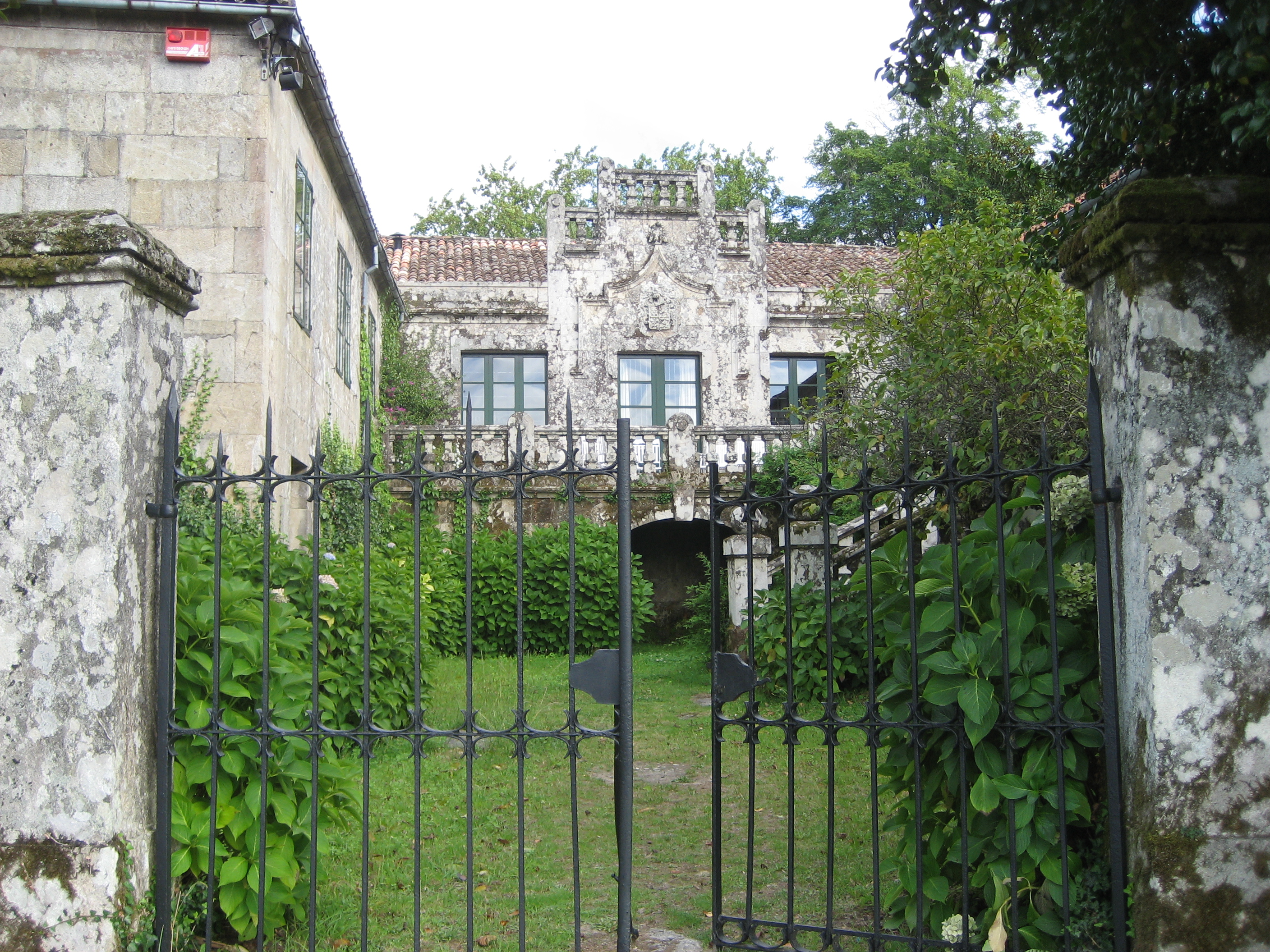
Pazo de Antequeira, residencia de Vicente Calderón Oreiro.

Estudió Derecho en la Universidad de Santiago de Compostela. Militó en el Partido Moderado y fue diputado por el distrito de Noia en 1857; por el de Vilalba en 1864 y por el de Mondoñedo en 1867. Se retiró de la actividad pública durante el Sexenio Democrático. En la Restauración militó en el Partido Conservador y fue elegido senador por la provincia de Lugo (1876-1877), y por la provincia de La Coruña (1877, 1879-1880 y 1884-1885). Fue gobernador civil de Pontevedra y La Coruña. Murió en el Pazo de Antequeira, en la parroquia de Oín (Rois) el 19 de septiembre de 1888.

## Vida personal
Casado con Carmen Ozores Mosquera, fue padre de José, Benito, Joaquín, Jacoba, María Dolores, Juan, Ángel, Vicente y María del Carmen Calderón Ozores.